# Maison Dissler
La maison Dissler est un monument historique situé à Riquewihr, dans le département français du Haut-Rhin.

## Localisation
Ce bâtiment est situé au 6, rue de la Couronne à Riquewihr.

## Historique
L'édifice fait l'objet d'une inscription au titre des monuments historiques depuis 1930.
L'édifice fait l'objet d'un classement au titre des monuments historiques depuis 1964.

## Architecture

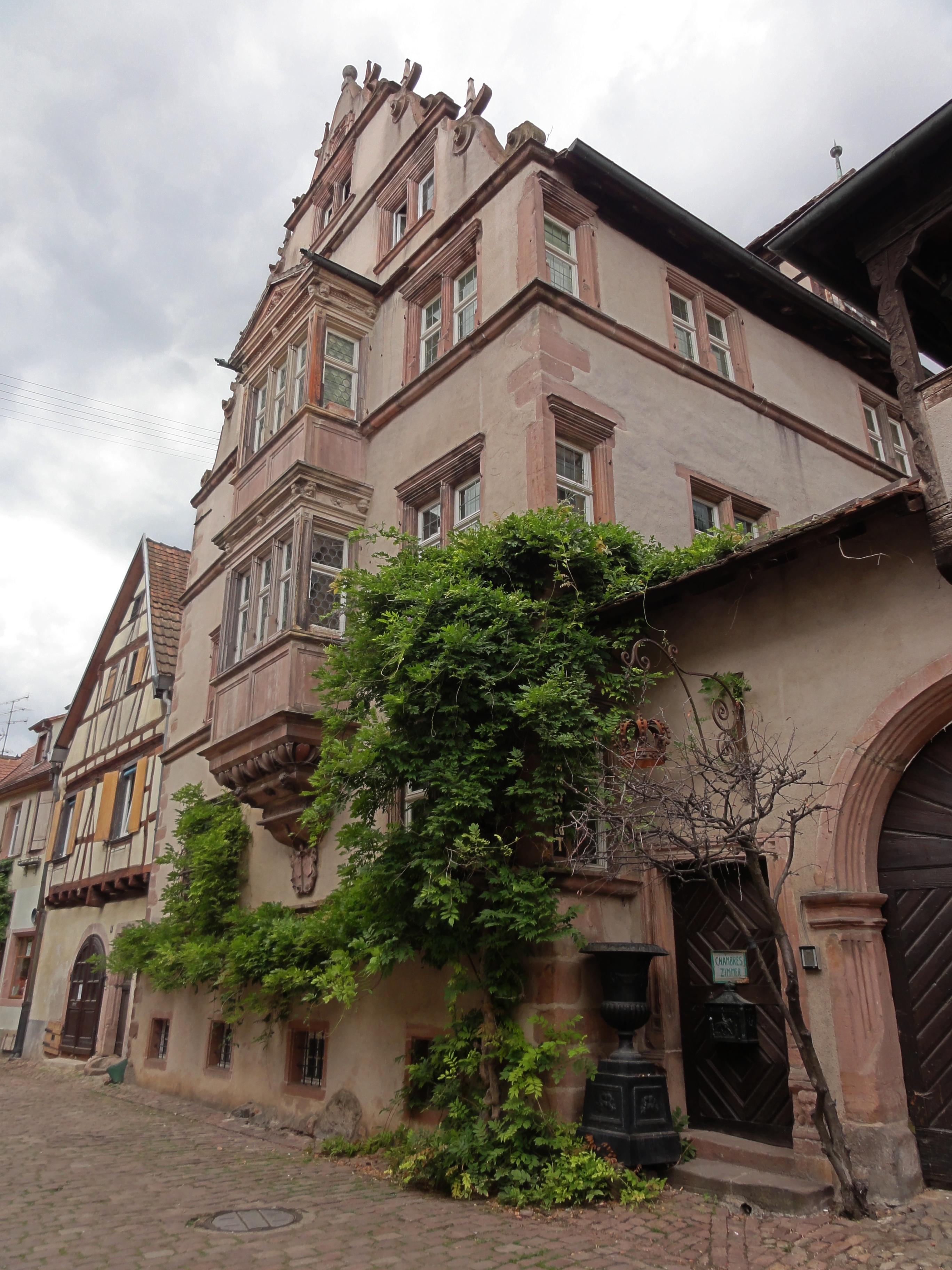
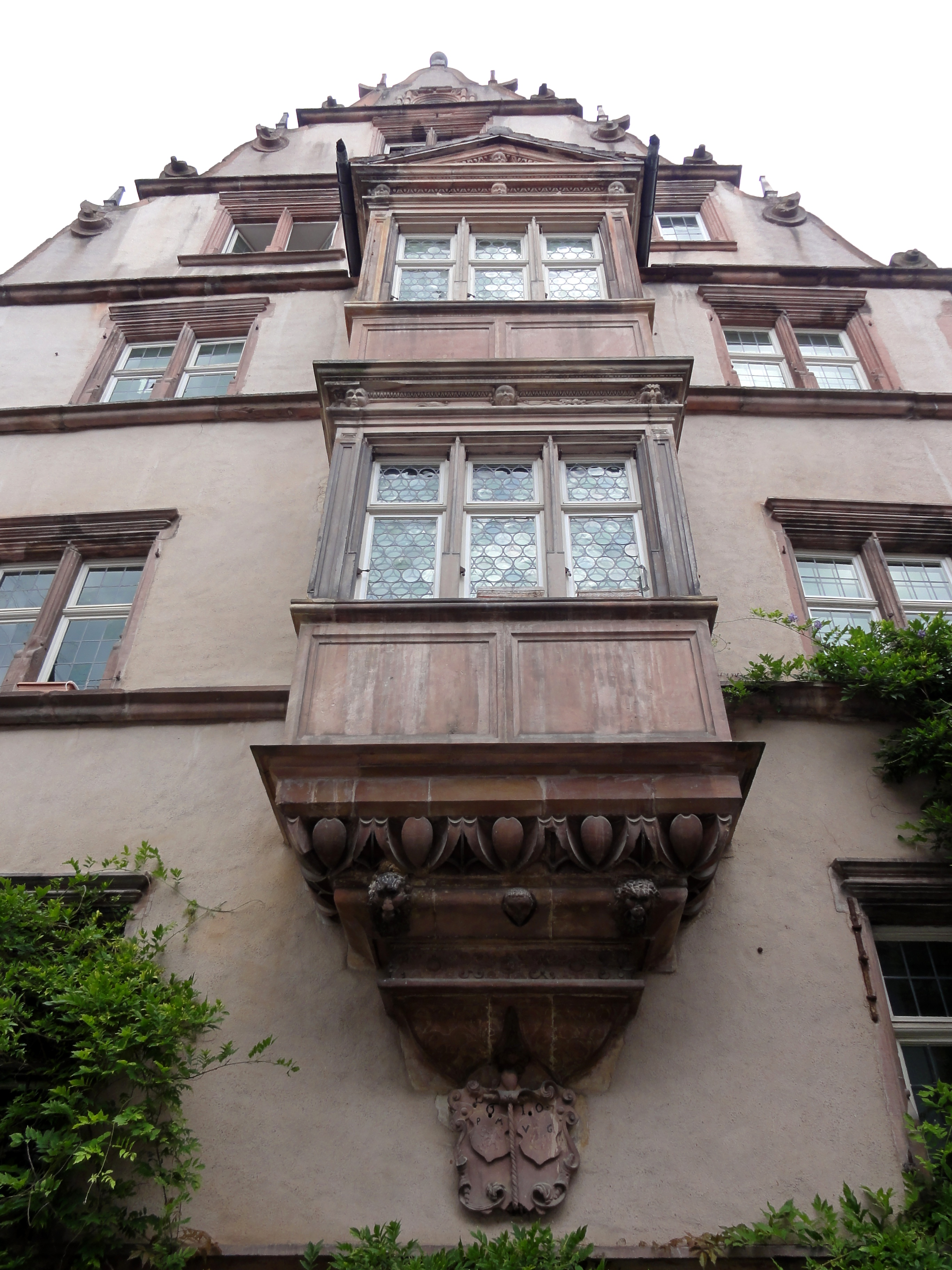
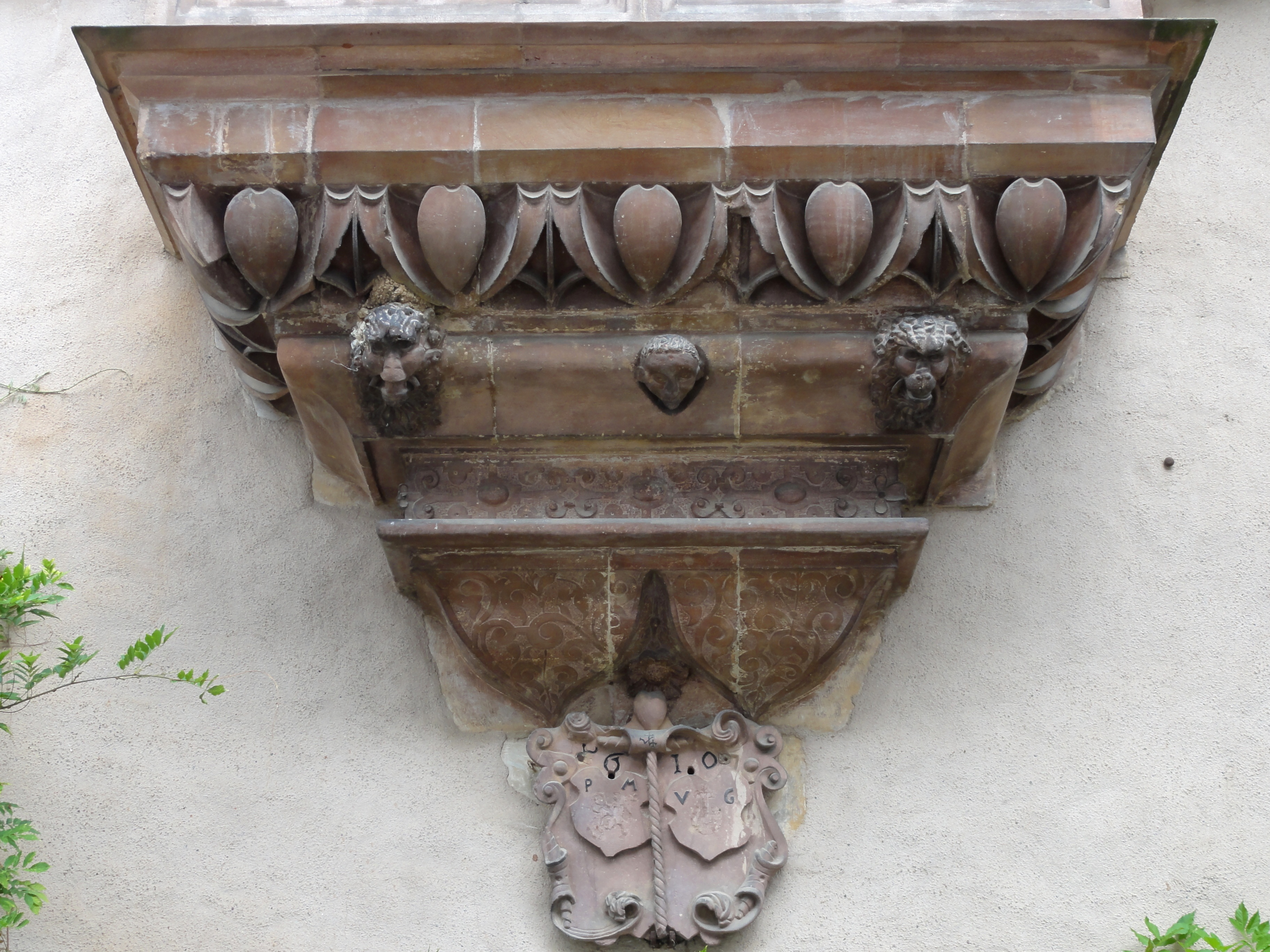
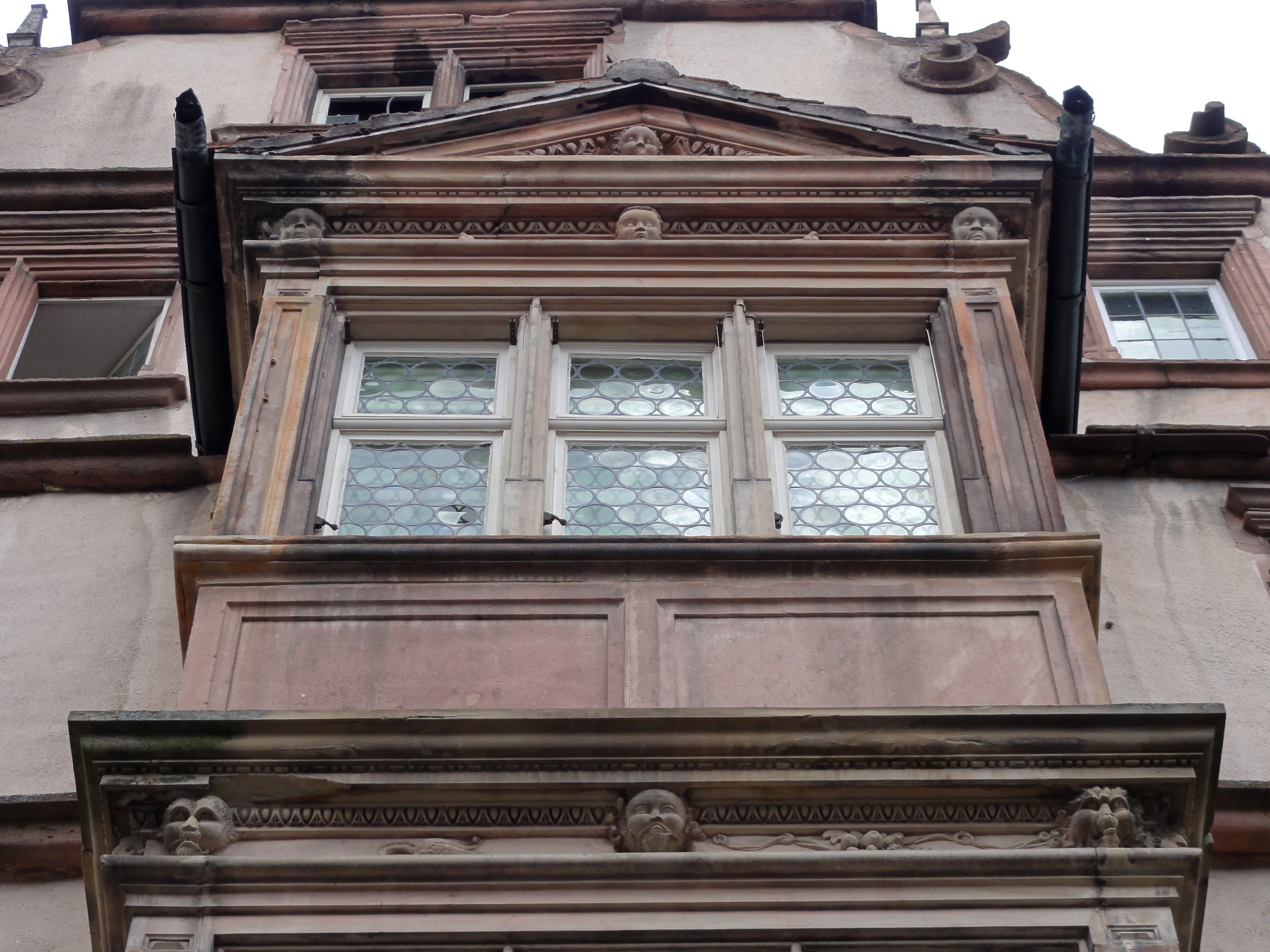